# Carl-Eric Gustafsson
Carl-Eric Eugén Gustafsson, född 12 mars 1905 i Undenäs, död 1994, var en svensk målare.
Han var son till folkskolläraren Carl-Gustaf Gustafsson och Signe Martina Mattsson. Gustafsson studerade vid Figge Fredriksson och Otte Skölds målarskolor i Stockholm samt under ett par studieresor till Frankrike 1930 och 1932. Han debuterade tillsammans med bland annat Curt Clemens och Lennart Gram i utställningen Sex nya på Josefsons konsthall 1946 och har därefter medverkat i ett antal separat och samlingsutställningar med bland annat Sveriges allmänna konstförening. Bland hans offentliga arbeten märks en utsmyckning för aulan i Fagersta kommunala mellanskola. Hans konst består av landskapsmålningar ofta med betande boskap. 